# Nikeforos I. (patriarcha)
Svatý Nicefor (Nikeforus) (758 – 828) byl byzantský světec a konstantinopolský patriarcha (806 – 815).

## Život

### Počátky
Narodil se v době obrazoborectví do striktně ortodoxní rodiny. Jeho otec Theodor byl tajemník císaře Konstantina V. Kopronyma a Nicefor se stal císařským písařem. Dosáhl širokého vzdělání a byl i filozofem. Po druhém nicejském koncilu (r. 787), kterého se zúčastnil jako říšský zmocněnec byzantské císařovny Ireny, ze svého postu odešel, založil klášter u Marmarského moře a usídlil se v něm.

### Patriarchou
Po smrti konstantinopolského patriarchy Tarasia obsadil císař volné místo Niceforem, přestože byl stále laik. Ovšem tato nekanonická volba pobouřila duchovní spolek studitů, s nimiž se dostal do ještě většího konfliktu, když se Nicefor, ve všech ohledech jinak přísný mravokárce, podvolil vůli císaře a znovu do funkce vrátil dříve exkomunikovaného kněze Josefa. Po marných sporech následovala roku 814 osobní urážka. Nadto když nový císař Lev V. arménský začal přísně provozovat politiku ikonoklazmu, Nicefor se dostal do ostrého sporu i s ním, protože v návaznosti na tradici jeho otců byl naprosto proti tomuto hnutí. Na své odvolání z funkce nejprve reagoval exkomunikací, ale nakonec se musel podřídit a byl odvezen do Chalcedonu do Tou Agathou jednoho z klášterů, který založil (později přejmenovaným Theodorou na Tou Hagiou). Tam sepisoval polemiku nad příčinou ikonodulství. Když se v roce 820 změnil císař, dostal se Nicefor na seznam kandidátů na patriarchát a získal i slib tolerance.

### Smrt
Zemřel roku 829 ve svém klášteře uctíván jako zpovědník. Jeho pozůstatky byly roku 847 slavnostně přenesené zpátky do Cařihradu a pohřbené v chrámu Svatých apoštolů. Za svůj odvážný boj proti obrazoborectví byl kanonizován.

## Hodnocení a dílo
V porovnání se sv. Theodorem Stoudiosem se Nicefor jeví jako někdo, kdo preferuje smířlivé jednání, což převzal ze studia patristiky, více preferoval jednání defenzivní než ofenzivní a vyznačoval se cudným a prostým vystupováním. Ve svých duchovních a klášterních pravidlech nebyl tak přísný a k dějinnému období mezi lety 610 a 769 se ve své Historia syntomos (breviarum) vyjadřoval nestranně.
Jeho přehled obecné historie (Chronographikon syntomon) místy rozšířen a dále rozpracován se mezi Byzantinci těšil velké oblibě a stejnému úspěchu se těšil i vně říše přeložen do latiny i slovanštiny. Chronographikon nabízel obecný přehled historie od časů Adama a Evy po Niceforovu současnost. Toto dílo ještě rozšířil o soupis církevních zákonů (který nezahrnuje Zjevení Janovo). Tento soupis přijatých knih Starého a Nového zákona byl později doplněn antilegomenou (obsahující Zjevení) a apokryfy.

### Nejdůležitější díla Nicefora týkající se ikonoklazmu (obrazoborectví)
- Apologeticus minor: zřejmě napsán ještě před rokem 814, výkladové dílo pro laiky zaobírající se tradicí a prvními stádii ikonoklastického hnutí
- Apologeticus major : s trojicí Antirrhetici namířené proti Konstantinovi Kopronymovi – soubor dogmat víry v obrazech a vyčerpávajícím pojednáních s vyvrácením všech případných námitek, které se nacházejí ve spisech oponentů
- Třetí dílo se zaobírá vypracováním argumentů, které padly ve jménu obrazoborectví na církevním sněmu roku 815.